# Grupo de Forcados Amadores do Ribatejo
O Grupo de Forcados Amadores do Ribatejo actual é um grupo de forcados fundado a 22 de Setembro de 1963 por Manuel da Cruz.

## História
Há registo de diversas formações com o nome do Ribatejo, datando a primeira de 1905. Por razões diversas os grupos tiveram efémera existência. O mesmo sucedeu com outros grupos da época, como o então Grupo de Forcados de Riachos, que inaugurou o Campo Pequeno em 1892 e que se extinguiu pouco depois, nada tendo que ver com o actual Grupo de Forcados Amadores de Riachos fundado em 1995.
O actual Grupo foi fundado em 1963, sob o comando do Cabo fundador Manuel da Cruz e teve como elementos fundadores: Manuel Lourenço, Correia Morais, Joaquim Augusto Fontes, Jorge Faria Moedas, Henrique Campeão, Manuel Martins Cordeiro, Manzoni de Sequeira, Carlos Faria d’Almeida, Manuel Pires de Lima, João Luís Cardoso e Abílio dos Santos Nogueira. A estreia decorreu a 22 de Setembro de 1963 na Praça de Toiros da Nazaré.
Manuel da Cruz era também Cabo do Grupo de Forcados Amadores da Borda d’Água, de curta existência, e cuja liderança no ano de 1963 acumulou com a nova formação do Ribatejo. A formação da Borda d’Água foi fundada em Santarém nesse mesmo ano e a sua estreia decorreu a 8 de Setembro de 1963, na Praça de Toiros da Nazaré. As pegas de caras foram efectuadas por António Timóteo, Manuel Cordeiro, Manuel da Cruz e Jorge Faria Moedas, tendo uma pega de cernelha sido concretizada por Joaquim Augusto Fontes e Augusto Barbosa.
O Grupo da Borda d’Água, sob o comando de Manuel da Cruz, integrou o última espectáculo realizado na Antiga Praça de Toiros de Santarém, datado de 27 de Outubro de 1963, repartindo cartel com os cavaleiros Joaquim Lavareda Simões e Gustavo Zenkl e o Grupo da Escola de Regentes Agrícolas de Santarém, comandados por Inácio França Alves.
O Grupo da Borda d’Água acabou extinto para dar continuidade ao novo Grupo de Forcados Amadores do Ribatejo.

## Cabos
1. Manuel da Cruz (1963)
2. Américo Chinita de Mira (1963–1966)
3. Juliano Louceiro (1967–1968)
4. Júlio Parente de Almeida (1969–1971)
5. Rui Souto Barreiros (1972–1992)
6. Sérgio Lopes (1993–1995)
7. Joaquim José Penetra (1996–2008)
8. João Machacaz (2009–2014)
9. Pedro Espinheira (2015–2024)
10. Rafael Costa (2024–Presente)